# Andrena sculleni
Andrena sculleni är en biart som beskrevs av Laberge 1967. Andrena sculleni ingår i släktet sandbin, och familjen grävbin. Inga underarter finns listade i Catalogue of Life.